# National Bank Open 2025
National Bank Open presented by Rogers 2025, známý jako Canada Masters 2025 či Canadian Open 2025, byl tenisový turnaj na profesionálních okruzích mužů ATP Tour a žen WTA Tour, hraný na otevřených dvorcích s tvrdým povrchem. 135. ročník mužského a 123. ženského Canada Masters probíhal mezi 27. červencem a 7. srpnem 2025 v kanadských velkoměstech Torontu a Montréalu jako součást letní severoamerické sezóny na betonech US Open Series.
V souladu s trendem rozšiřování Mastersů a ženských „tisícovek“ od sezóny 2023, navýšily Canadian Open i navazující Cincinnati Open počet singlistů z 56 na 96, znamenající sedmikolový grandslamový formát. Ve čtyřhrách vzrostl počet na 32 dvojic. S tím se prodloužila délka trvání turnaje na dvanáct dnů. Mužská polovina dotovaná 9 193 540 americkými dolary se konala v torontském areálu s arénou Sobeys Stadium a patřila do kategorie ATP Masters 1000. Ženská část s rozpočtem 5 152 599 dolarů se hrála v montréalském areálu s centrkurtem IGA Stadium. Na okruhu WTA se řadila do kategorie WTA 1000.
Nejvýše nasazenými singlisty se stali třetí muž žebříčku Alexander Zverev z Německa, a – po odhlášení Sabalenkové – opět americká světová dvojka Coco Gauffová. Jako poslední přímí účastníci do dvouher nastoupili španělský 94. hráč žebříčku Pablo Carreño Busta a 68. žena klasifikace Julija Starodubcevová z Ukrajiny. V důsledku invaze Ruska na Ukrajinu na konci února 2022 řídící organizace tenisu ATP, WTA a ITF s grandslamy rozhodly, že ruští a běloruští tenisté mohli dále na okruzích startovat, ale do odvolání nikoli pod vlajkami Ruska a Běloruska.
Třetí singlový titul na okruhu ATP Tour, a první na Mastersech, vyhrál 22letý Američan Ben Shelton, jako nejmladší vítěz v „tisícové kategorii“ od Roddicka v roce 2004. V soutěži zvládl tři rozhodující tiebreaky včetně finále. Premiérovou trofej z dvouhry okruhu WTA Tour vybojovala 18letá Victoria Mboková. Stala se tak třetí kanadskou šampionkou turnaje v otevřené éře, nejníže postavenou vítězkou a druhou startující na divokou kartu. Po skončení debutovala v Top 25, kam se posunula z deváté desítky žebříčku. Mužský debl ovládli úřadující wimbledonští šampioni Julian Cash s Lloydem Glasspoolem. Od navázání spolupráce v září 2024 vyhráli sedmou trofej. Z turnaje odjížděli s 19zápasovou neporazitelností. Jako vůbec první britský pár triumfovali na Mastersech. První spolupráci v ženské čtyřhře proměnily Američanky Coco Gauffová s McCartney Kesslerovou v titul. Gauffová tak navázala na vítězství z Canadian Open 2022.

## Rozdělení bodů a finančních odměn

### Rozdělení bodů
| Soutěž       | Soutěž       | vítězové | finalisté | semifinalisté | čtvrtfinalisté | 16 v kole | 32 v kole | 64 v kole | 96 v kole | Q  | Q1 |
| ------------ | ------------ | -------- | --------- | ------------- | -------------- | --------- | --------- | --------- | --------- | -- | -- |
| dvouhra mužů | [ 7 ] [ 14 ] | 1000     | 650       | 400           | 200            | 100       | 50        | 30        | 10        | 20 | 0  |
| čtyřhra mužů | [ 15 ]       | 1000     | 600       | 360           | 180            | 90        | 0         | —         | —         | —  | —  |
| dvouhra žen  | [ 6 ] [ 16 ] | 1000     | 650       | 390           | 215            | 120       | 65        | 35        | 10        | 30 | 2  |
| čtyřhra žen  | [ 17 ]       | 1000     | 650       | 390           | 215            | 120       | 10        | —         | —         | —  | —  |

Vysvětlivky
1. 1 2  Nasazení s volným losem obdrželi v případě prohry body za první kolo.[4]
2. ↑  Startující na divokou kartu v případě prohry neobrželi žádné body.[4]

### Finanční odměny
| Soutěž                                  | Soutěž       | vítězové    | finalisté | semifinalisté | čtvrtfinalisté | 16 v kole | 32 v kole | 64 v kole | 96 v kole | Q1      |
| --------------------------------------- | ------------ | ----------- | --------- | ------------- | -------------- | --------- | --------- | --------- | --------- | ------- |
| dvouhra mužů                            | [ 7 ] [ 14 ] | 1 124 360 $ | 597 890 $ | 332 160 $     | 189 075 $      | 103 225 $ | 60 400 $  | 35 260 $  | 23 760 $  | 0 $     |
| čtyřhra mužů                            | [ 15 ]       | 457 150 $   | 242 020 $ | 129 970 $     | 65 000 $       | 34 850 $  | 19 050 $  | —         | —         | —       |
| dvouhra žen                             | [ 6 ] [ 16 ] | 752 275 $   | 391 600 $ | 206 100 $     | 107 000 $      | 56 703 $  | 33 000 $  | 19 705 $  | 12 770 $  | 7 000 $ |
| čtyřhra žen                             | [ 17 ]       | 262 780 $   | 139 120 $ | 74 700 $      | 37 360 $       | 19 970 $  | 10 950 $  | —         | —         | —       |
| částky ve čtyřhrách jsou uvedeny na pár |              |             |           |               |                |           |           |           |           |         |

## Mužská dvouhra

### Nasazení
| Stát                             | Hráč                        | ATP | Nasazení |
| -------------------------------- | --------------------------- | --- | -------- |
| Německo                          | Alexander Zverev            | 3.  | 1.       |
| USA                              | Taylor Fritz                | 4.  | 2.       |
| Itálie                           | Lorenzo Musetti             | 10. | 3.       |
| USA                              | Ben Shelton                 | 7.  | 4.       |
| Dánsko                           | Holger Rune                 | 9.  | 5.       |
|                                  | Andrej Rubljov              | 11. | 6.       |
| USA                              | Frances Tiafoe              | 12. | 7.       |
| Norsko                           | Casper Ruud                 | 13. | 8.       |
| Austrálie                        | Alex de Minaur              | 8.  | 9.       |
|                                  | Daniil Medveděv             | 14. | 10.      |
|                                  | Karen Chačanov              | 16. | 11.      |
| Česko                            | Jakub Menšík                | 18. | 12.      |
| Itálie                           | Flavio Cobolli              | 17. | 13.      |
| Argentina                        | Francisco Cerúndolo         | 24. | 14.      |
| Francie                          | Arthur Fils                 | 21. | 15.      |
| Česko                            | Tomáš Macháč                | 22. | 16.      |
| Francie                          | Ugo Humbert                 | 23. | 17.      |
| Austrálie                        | Alexei Popyrin              | 26  | 18       |
| Česko                            | Jiří Lehečka                | 27. | 19.      |
| Španělsko                        | Alejandro Davidovich Fokina | 19. | 20.      |
| Kanada                           | Félix Auger-Aliassime       | 28. | 21.      |
| Kanada                           | Denis Shapovalov            | 29. | 22.      |
| Řecko                            | Stefanos Tsitsipas          | 30. | 23.      |
| Nizozemsko                       | Tallon Griekspoor           | 31. | 24.      |
| USA                              | Brandon Nakashima           | 32. | 25.      |
| USA                              | Alex Michelsen              | 34  | 26       |
| Kanada                           | Gabriel Diallo              | 36. | 27.      |
| Itálie                           | Lorenzo Sonego              | 38. | 28.      |
| Francie                          | Alexandre Müller            | 40. | 29.      |
| Portugalsko                      | Nuno Borges                 | 42. | 30.      |
| Spojené království               | Cameron Norrie              | 39. | 31.      |
| Itálie                           | Matteo Arnaldi              | 41. | 32.      |
| Žebříček ATP k 21. červenci 2025 |                             |     |          |

### Jiné formy účasti

#### Divoké karty
- Nicolas Arseneault
- Liam Draxl
- Alexis Galarneau
- Matteo Gigante
- Vasek Pospisil

#### Žebříčková ochrana
- Jenson Brooksby
- Sebastian Ofner

#### Kvalifikanti
Podrobnější informace naleznete v článkové sekci Kvalifikace.
- Adrian Mannarino
- Ugo Blanchet
- Tristan Schoolkate
- James Duckworth
- Valentin Royer
- Emilio Nava
- Josuke Watanuki
- Alexander Blockx
- Šintaró Močizuki
- Tristan Boyer
- Facundo Bagnis
- Juan Pablo Ficovich
- Colton Smith
- Pierre-Hugues Herbert
- Tomás Barrios Vera
- Dan Martin

##### Šťastní poražení
- Ceng Čchun-sin
- Dalibor Svrčina
- Térence Atmane

### Odhlášení
- Carlos Alcaraz → nahradil jej  Hugo Dellien
- Sebastián Báez → nahradil jej  Aleksandar Vukic
- Roberto Bautista Agut → nahradil jej  Jošihito Nišioka
- Alexandr Bublik → nahradil jej  Pablo Carreño Busta
- Luciano Darderi → nahradil jej  Dalibor Svrčina
- Grigor Dimitrov → nahradil jej  Šang Ťün-čcheng
- Laslo Djere → nahradil jej  Ceng Čchun-sin
- Novak Djoković → nahradil jej Roman Safiullin
- Jack Draper → nahradil jej  Sebastian Ofner
- Ugo Humbert → nahradil jej  Térence Atmane
- Hubert Hurkacz → nahradil jej  Vít Kopřiva
- Sebastian Korda → nahradil jej  Christopher O'Connell
- Hamad Medjedović → nahradil jej  Ethan Quinn
- Kei Nišikori → nahradil jej  Mackenzie McDonald
- Tommy Paul → nahradil jej  Borna Ćorić
- Jannik Sinner → nahradil jej  Roberto Carballés Baena
- Jordan Thompson → nahradil jej  Aleksandar Kovacevic

## Mužská čtyřhra

### Nasazení
| Stát                                                                                      | Hráč               | Stát               | Hráč                   | ATP | Nasazení |
| ----------------------------------------------------------------------------------------- | ------------------ | ------------------ | ---------------------- | --- | -------- |
| Salvador                                                                                  | Marcelo Arévalo    | Chorvatsko         | Mate Pavić             | 2.  | 1.       |
| Spojené království                                                                        | Julian Cash        | Spojené království | Lloyd Glasspool        | 7.  | 2.       |
| Finsko                                                                                    | Harri Heliövaara   | Spojené království | Henry Patten           | 10. | 3.       |
| Německo                                                                                   | Kevin Krawietz     | Německo            | Tim Pütz               | 19. | 4.       |
| Itálie                                                                                    | Simone Bolelli     | Itálie             | Andrea Vavassori       | 26. | 5.       |
| Spojené království                                                                        | Joe Salisbury      | Spojené království | Neal Skupski           | 29. | 6.       |
| USA                                                                                       | Christian Harrison | USA                | Evan King              | 35. | 7.       |
| Monako                                                                                    | Hugo Nys           | Francie            | Édouard Roger-Vasselin | 41. | 8.       |
| Žebříček ATP k 21. červenci 2025; číslo je součtem žebříčkového postavení obou členů páru |                    |                    |                        |     |          |

### Jiné formy účasti

#### Divoké karty
- Nicolas Arseneault /  Justin Boulais
- Gabriel Diallo /  Alexis Galarneau
- Liam Draxl /  Cleeve Harper

### Odhlášení
- Sander Arends /  Luke Johnson → nahradili je  Guido Andreozzi /  Sander Arends
- Marcel Granollers /  Horacio Zeballos → nahradili je  Austin Krajicek /  Horacio Zeballos
- Tallon Griekspoor /  David Pel → nahradili je  Nathaniel Lammons /  Jackson Withrow

## Ženská dvouhra

### Nasazení
| Stát                             | Hráčka                     | WTA | Nasazení |
| -------------------------------- | -------------------------- | --- | -------- |
| USA                              | Coco Gauffová              | 2.  | 1.       |
| Polsko                           | Iga Świąteková             | 3.  | 2.       |
| USA                              | Jessica Pegulaová          | 4.  | 3.       |
|                                  | Mirra Andrejevová          | 5.  | 4.       |
| USA                              | Amanda Anisimovová         | 7.  | 5.       |
| USA                              | Madison Keysová            | 8.  | 6.       |
| Itálie                           | Jasmine Paoliniová         | 9.  | 7.       |
| USA                              | Emma Navarrová             | 11. | 8.       |
| Kazachstán                       | Jelena Rybakinová          | 12. | 9.       |
| Ukrajina                         | Elina Svitolinová          | 13. | 10.      |
| Česko                            | Karolína Muchová           | 14. | 11.      |
|                                  | Jekatěrina Alexandrovová   | 15  | 12       |
|                                  | Ljudmila Samsonovová       | 16. | 13.      |
|                                  | Diana Šnajderová           | 17. | 14.      |
| Austrálie                        | Darja Kasatkinová          | 18. | 15.      |
| Dánsko                           | Clara Tausonová            | 19. | 16.      |
| Švýcarsko                        | Belinda Bencicová          | 20. | 17.      |
| Brazílie                         | Beatriz Haddad Maiová      | 21. | 18.      |
| Belgie                           | Elise Mertensová           | 22. | 19.      |
| Česko                            | Linda Nosková              | 23. | 20.      |
| Polsko                           | Magdalena Fręchová         | 24. | 21.      |
| Lotyšsko                         | Jeļena Ostapenková         | 25. | 22.      |
| USA                              | Sofia Keninová             | 26. | 23.      |
| Ukrajina                         | Marta Kosťuková            | 27. | 24.      |
| Polsko                           | Magda Linetteová           | 28. | 25.      |
| USA                              | Ashlyn Kruegerová          | 29. | 26.      |
|                                  | Anastasija Pavljučenkovová | 30. | 27.      |
| USA                              | McCartney Kesslerová       | 31. | 28.      |
| Srbsko                           | Olga Danilovićová          | 32. | 29.      |
| Ukrajina                         | Dajana Jastremská          | 33. | 30.      |
| Slovensko                        | Rebecca Šramková           | 34. | 31.      |
| USA                              | Peyton Stearnsová          | 35. | 32.      |
| Žebříček WTA k 21. červenci 2025 |                            |     |          |

### Jiné formy účasti

#### Divoké karty
- Bianca Andreescuová
- Eugenie Bouchardová
- Carson Branstineová
- Kayla Crossová
- Elizabeth Mandliková
- Rebecca Marinová
- Victoria Mboková
- Marina Stakusicová

#### Žebříčková ochrana
- Sorana Cîrsteaová
- Caty McNallyová
- Anastasija Sevastovová
- Markéta Vondroušová
- Ču Lin

#### Kvalifikantky
Podrobnější informace naleznete v článkové sekci Kvalifikace.
- Laura Siegemundová
- Kamilla Rachimovová
- Whitney Osuigweová
- Antonia Ružićová
- Cristina Bucșová
- Elsa Jacquemotová
- Kuo Chan-jü
- Léolia Jeanjeanová
- Wang Ja-fan
- Viktorija Tomovová
- Aoi Itóová
- Varvara Gračovová
- Katie Volynetsová
- Louisa Chiricová
- Ariana Arseneaultová
- Bernarda Peraová

### Odhlášení
- Paula Badosová → nahradila ji  Caty McNallyová
- Loïs Boissonová → nahradila ji  Maria Sakkariová
- Ons Džabúrová → nahradila ji  Suzan Lamensová
- Sonay Kartalová → nahradila ji  Renata Zarazúová
- Aryna Sabalenková → nahradila ji  Mojuka Učidžimová
- Donna Vekićová → nahradila ji  Emiliana Arangová
- Wang Sin-jü → nahradila ji Anna Blinkovová
- Čeng Čchin-wen → nahradila ji  Kimberly Birrellová]

## Ženská čtyřhra

### Nasazení
| Stát                                                                                      | Hráčka                 | Stát        | Hráčka             | WTA | Nasazení |
| ----------------------------------------------------------------------------------------- | ---------------------- | ----------- | ------------------ | --- | -------- |
| Itálie                                                                                    | Sara Erraniová         | Itálie      | Jasmine Paoliniová | 12. | 1.       |
| Kanada                                                                                    | Gabriela Dabrowská     | Nový Zéland | Erin Routliffeová  | 12. | 2.       |
| USA                                                                                       | Taylor Townsendová     | Čína        | Čang Šuaj          | 17. | 3.       |
|                                                                                           | Veronika Kuděrmetovová | Belgie      | Elise Mertensová   | 18. | 4.       |
|                                                                                           | Mirra Andrejevová      |             | Diana Šnajderová   | 23. | 5.       |
| USA                                                                                       | Asia Muhammadová       | Nizozemsko  | Demi Schuursová    | 29  | 6        |
| Ukrajina                                                                                  | Ljudmyla Kičenoková    | Austrálie   | Ellen Perezová     | 35. | 7.       |
| Maďarsko                                                                                  | Tímea Babosová         | Brazílie    | Luisa Stefaniová   | 45. | 8.       |
| Žebříček WTA k 21. červenci 2025; číslo je součtem žebříčkového postavení obou členů páru |                        |             |                    |     |          |

### Jiné formy účasti

#### Divoké karty
- Kayla Crossová /  Victoria Mboková
- Bianca Fernandezová /  Leylah Fernandezová
- Peyton Stearnsová /  Markéta Vondroušová

#### Žebříčková ochrana
- Maya Jointová /  Caty McNallyová
- Barbora Krejčíková /  Jeļena Ostapenková
- Kamilla Rachimovová /  Galina Voskobojevová
- Sü I-fan /  Jang Čao-süan

## Přehled finále

### Mužská dvouhra
- Ben Shelton vs.   Karen Chačanov, 6–7(5–7), 6–4, 7–6(7–3)

### Ženská dvouhra
- Victoria Mboková vs.  Naomi Ósakaová, 2–6, 6–4, 6–1

### Mužská čtyřhra
- Julian Cash /  Lloyd Glasspool vs.  Joe Salisbury /  Neal Skupski, 6–3, 6–7(5–7), [13–11]

### Ženská čtyřhra
- Coco Gauffová /  McCartney Kesslerová vs.  Taylor Townsendová /  Čang Šuaj, 6–4, 1–6, [13–11]